# Altella aussereri
Altella aussereri är en spindelart som beskrevs av Thaler 1990. Altella aussereri ingår i släktet Altella och familjen kardarspindlar.
Artens utbredningsområde är Italien. Inga underarter finns listade i Catalogue of Life.